# Calamotropha shichito
Calamotropha shichito là một loài bướm đêm trong họ Crambidae.